# Simon Geoghegan
Simon Patrick Geoghegan (Knebworth, 1º settembre 1968) è un ex rugbista a 15 internazionale per l'Irlanda, che militò nel ruolo di tre quarti ala nel London Irish e nel Bath prima di chiudere prematuramente la carriera a 28 anni; fu presente alle Coppe del Mondo del 1991 e del 1995. Nella vita extrasportiva è avvocato.

## Biografia
Nato a Knebworth, villaggio inglese dell'Hertfordshire, da padre irlandese della contea di Galway, e si formò scolasticamente e rugbisticamente al St Edmund's College di Ware.
Studente in giurisprudenza, conobbe il rugby nel 1988 quando accompagnò un amico a un allenamento delle giovanili degli Wasps e decise di sostenere un provino nei London Irish con l'intento di militare nella loro squadra Under-21; invece il test fu con la prima squadra, durante il quale marcò una meta e uscì dal campo malvolentieri per farsi suturare una ferita al capo.
Riuscì anche a superare l'asma dovuta a una ridotta capacità polmonare, che gli causava crisi respiratorie sotto sforzo.
Nel 1991 fu selezionato per la Nazionale irlandese, per la quale egli aveva sempre espresso preferenza, in ragione delle sue origini, ed esordì nella giornata d'apertura del Cinque Nazioni al Lansdowne Road di Dublino contro la Francia; in quello stesso anno fu convocato nella rosa che prese parte alla Coppa del Mondo di rugby 1991 nel Regno Unito.
Nel frattempo divenuto avvocato, entrò in uno studio legale di Londra e nel 1994 passò al Bath, all'epoca una delle più vincenti società del campionato inglese, con cui vinse il titolo nel 1996.
Fece anche parte della selezione irlandese alla Coppa del Mondo di rugby 1995 in Sudafrica.
La sua carriera internazionale, oltre a essere costellata di infortuni che gli fecero perdere l'occasione di essere convocato per i British Lions fu talora segnata da episodi sfortunati anche se involontariamente grotteschi: il giorno di un test match contro Figi nel novembre 1995 ebbe dei problemi perché nottetempo il suo compagno di stanza Neil Francis, per dissetarsi, per errore bevve dal bicchiere d'acqua dove Geogeghan teneva le sue lenti a contatto a idratare.
Nell'ultimo anno di carriera entrò nella formazione provinciale irlandese di Connacht, ma un nuovo infortunio lo costrinse a smettere l'attività a 28 anni, quando stava concretizzandosi la possibilità di partecipare per la prima volta a un tour dei Lions.
Nel 2014 Geoghegan fu ammesso nel World Rugby Museum’s Wall of Fame della Federazione inglese in riconoscimento di una spettacolare meta che l'irlandese marcò all'Inghilterra nel Cinque Nazioni 1991.

## Palmarès
- Premiership: 1
Bath: 1995-96